# Storia dell'assicurazione

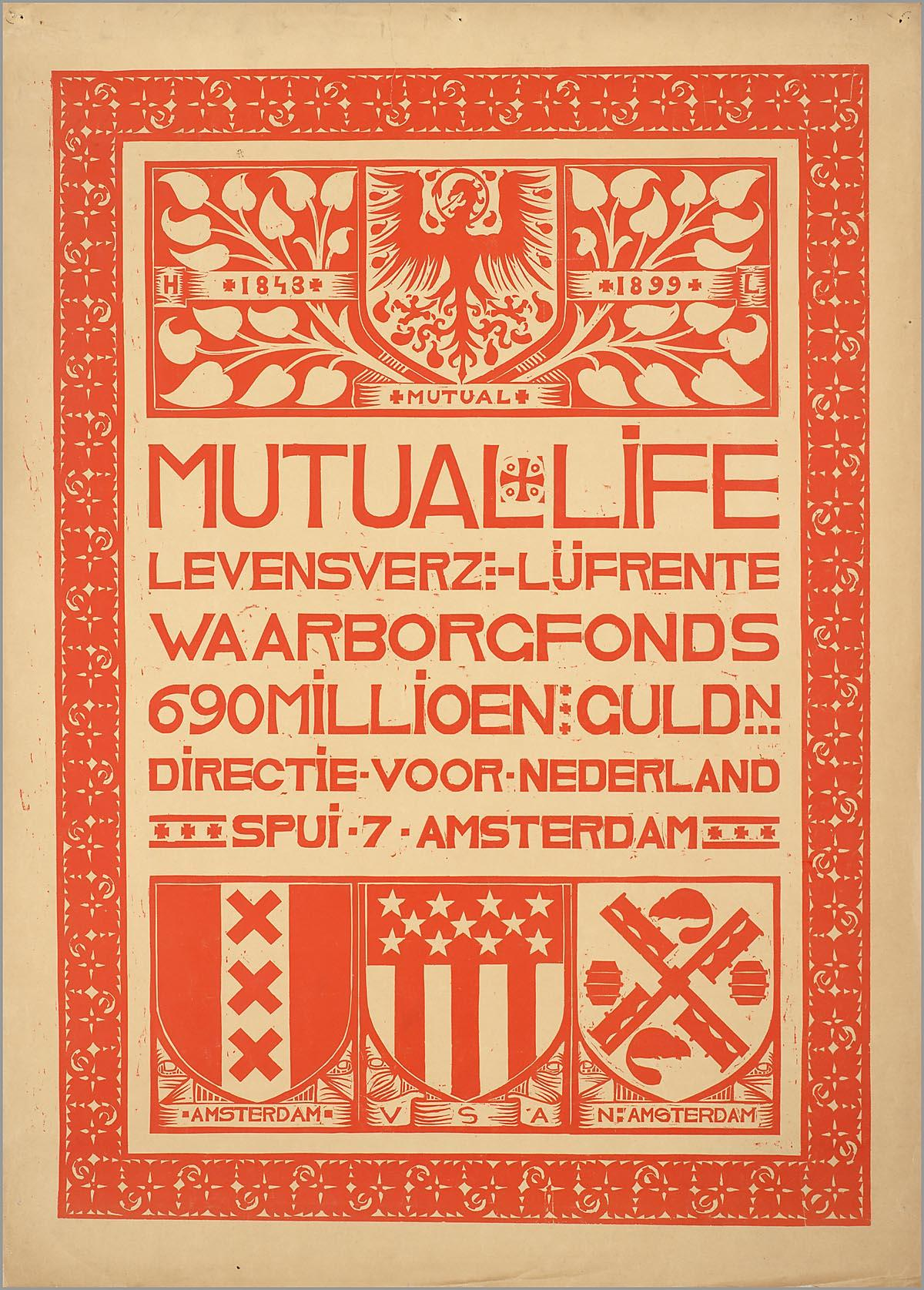
Un manifesto pubblicitario del 1899 per una compagnia assicurativa olandese.

L'assicurazione è un contratto, detto "polizza" (o "polizza di assicurazione" o "polizza assicurativa"), stipulato con una Società assicuratrice (d'ora in poi "l'assicuratore") che permette al beneficiario (non sempre o necessariamente il contraente) di ottenere una certa somma di denaro dall'assicuratore al verificarsi di un evento inaspettato o di cui non è conosciuto il momento in cui accadrà, che va a "colpire" il contraente e che è definito in contratto. La soluzione assicurativa permette all'assicurato di garantirsi una relativa stabilità finanziaria in caso di evento negativo, senza dover accumulare ricchezze che gli consentano di far fronte alla situazione che si creerebbe per lui al verificarsi dell'evento temuto. Il contratto di assicurazione garantisce il versamento di un capitale assicurato al beneficiario, in cambio del pagamento preventivo di un importo ("premio") stabilito, da parte del contraente.

## Il contratto di assicurazione
Tre sono le figure principali che intervengono nel contratto di assicurazione:
- L'assicuratore, una Società commerciale che si assume il rischio pecuniario dell'evento
- Il contraente, cioè colui che stipula il contratto con l'assicuratore e paga (generalmente con frequenza annuale, ma si danno anche casi di pagamenti di rate di periodo inferiore all'anno o addirittura una tantum) il cosiddetto "premio"
- Il beneficiario (o i beneficiari), cioè chi o coloro che ricevono un capitale (o una rendita) definito alla stipula della polizza, al verificarsi dell'evento definito in contratto (in genere beneficiario e contraente coincidono, ma si danno molti casi in cui ciò non avviene)
- L'assicurato, cioè la cui testa o i di cui interessi sono garantiti dall'assicurazione. Le tre figure Contraente, Assicurato e Beneficiario possono coincidere o essere tre enti diversi.

## Il sistema assicurativo
Il sistema si basa sull'assunto che un rischio elevato, che verificandosi creerebbe un grave danno economico al contraente (e/o beneficiario), in certi casi anche insopportabile (cioè tale da determinare la rovina economica di chi lo subisce), può essere reso sopportabile se il danno pecuniario viene ripartito su una pluralità di soggetti tale, che ciascuno di questi venga a sostenere un onere finanziario di valore modesto. Con i versamenti preventivi degli assicurati (onere dei soggetti di cui sopra), colui che subisce il danno, se è assicurato, è garantito da un risarcimento il cui ammontare proviene dai versamenti periodici corrisposti da lui e dagli altri assicurati. È possibile quindi che le persone accomunate dai medesimi rischi stabiliscano di creare un fondo comune con cui garantirsi reciprocamente, ossia in forma mutua, caso in cui gli assicuratori sono gli stessi assicurati. Nella stragrande maggioranza dei casi comunque, vi sono enti (gli assicuratori) che si pongono "a priori" (cioè senza attendere il verificarsi dell'evento) come intermediari fra la "massa" degli assicurati e chi subisce il danno economico al verificarsi dell'evento (o degli eventi) definito in polizza. Costoro infatti si occupano di raccogliere i contributi di ogni singolo assicurato (chiamati singolarmente "premio") e d'intervenire con un pagamento al beneficiario quando si verifica l'evento che lo colpisce. Questa "intermediazione" consiste nell'organizzazione della raccolta periodica dei premi dagli assicurati e nella gestione del "sinistro" (termine che indica il verificarsi di un evento dannoso risarcibile a termini di polizza), cioè la valutazione della sua risarcibilità a termini di polizza e il relativo pagamento, quando dovuto, all'assicurato/danneggiato. Il "premio" pagato periodicamente dall'assicurato non è però la sola "quota parte" dell'ammontare dei sinistri che l'assicuratore paga, ma è maggiorato della quota delle spese di gestione affrontate dall'assicuratore per l'esercizio della sua attività, delle provvigioni che questi paga agli intermediari (agenti e broker di assicurazione) e della sua parte di utile aziendale.
Il ciclo economico dell'assicurazione è detto "invertito", in quanto, a differenza delle attività industriali o di servizi in genere, in cui l'operatore economico produce (e/o fornisce), affrontandone i relativi costi, prima il bene (o servizio) oggetto della transazione economica e successivamente ne riceve dal cliente il corrispettivo in denaro pattuito, l'assicuratore prima incassa il suo corrispettivo dagli assicurati e poi pagherà i sinistri che eventualmente si verificheranno nel periodo di validità del contratto (nella maggior parte dei casi, un anno). La legge impone alla Compagnia di assicurazione, a garanzia degli assicurati, che i fondi da questa acquisiti anticipatamente al verificarsi dell'eventuale danno, vengano investiti in solide attività (titoli di stato, immobili, ecc.) affinché vi sia la certezza che, al momento di pagare i sinistri, la Compagnia sia dotata dei fondi necessari a far fronte ai suoi obblighi istituzionali. L'assicurazione consente alle aziende anche di accedere più facilmente al credito bancario, poiché ne diminuisce il rischio per il finanziatore.
Le compagnie assicurative sono simili alle banche, poiché raccolgono liquidità monetaria da investire in operazioni attive.

## Storia antica

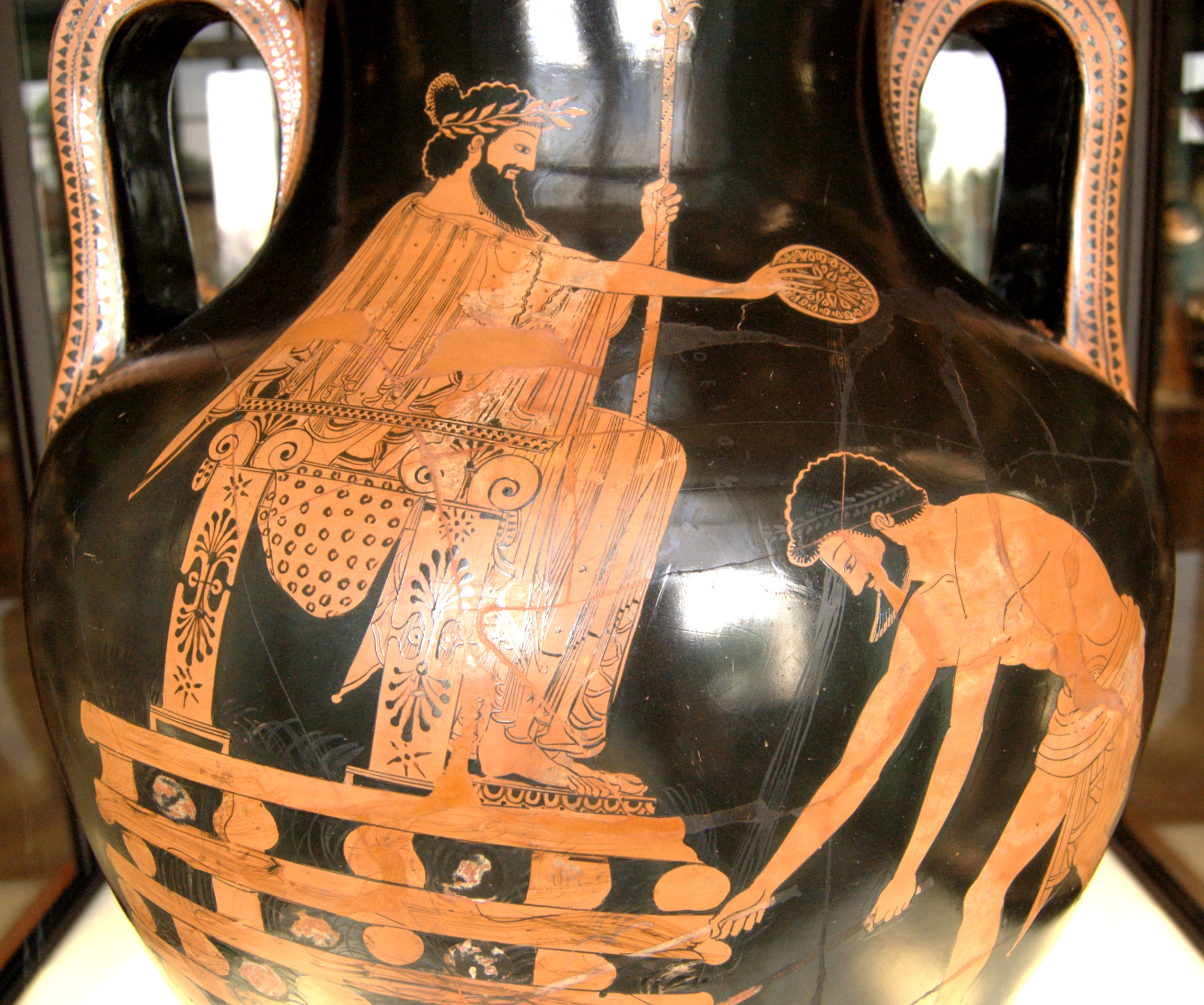
A Roma esistevano molte società di assistenza, e come in Grecia anche i collegia tenuiorum provvedevano alla sepoltura di chi non poteva permettersi una cerimonia funebre.

Durante la Preistoria l'uomo avverte la necessità di provvedere alla propria sicurezza, accumulando riserve di cibo per affrontare l'inverno o i momenti difficili. L'introduzione della moneta consente all'uomo di risparmiare denaro per garantirsi una certa tranquillità. Tuttavia, non è possibile rispondere al proprio bisogno di sicurezza solo con il risparmio e si è ricorsi all'assicurazione. I due principi fondanti delle assicurazioni, ossia l'associazione di più persone con finalità assistenziali e il trasferimento del rischio da un soggetto all'altro, hanno origine molto antica.
Cina e Babilonia.
Nell'antica Grecia esistevano le eranoi, comunità che provvedevano alle spese funerarie per le famiglie più bisognose. A Roma esistevano molte società di assistenza, e come in Grecia, anche i collegia tenuiorum provvedevano alla sepoltura di chi non poteva permettersi una cerimonia funebre. I collega militum svolgevano la stessa funzione per i soldati romani. I romani tuttavia non avevano l'assicurazione a premio, nonostante alcuni pareri contrari Altri hanno ipotizzato che il foenus nauticum fosse una forma di assicurazione, ma si trattava di un mutuo aleatorio: era l'anticipo consegnato al capitano della nave o al proprietario nel caso la spedizione fosse andata in porto. Nell'alto Medioevo europeo nacquero le gilde, che consentivano a gruppi di artigiani di tutelarsi dagli eventi infausti, diffusesi soprattutto tra VIII e X secolo.

## Età medievale

### La nascita dell'assicurazione

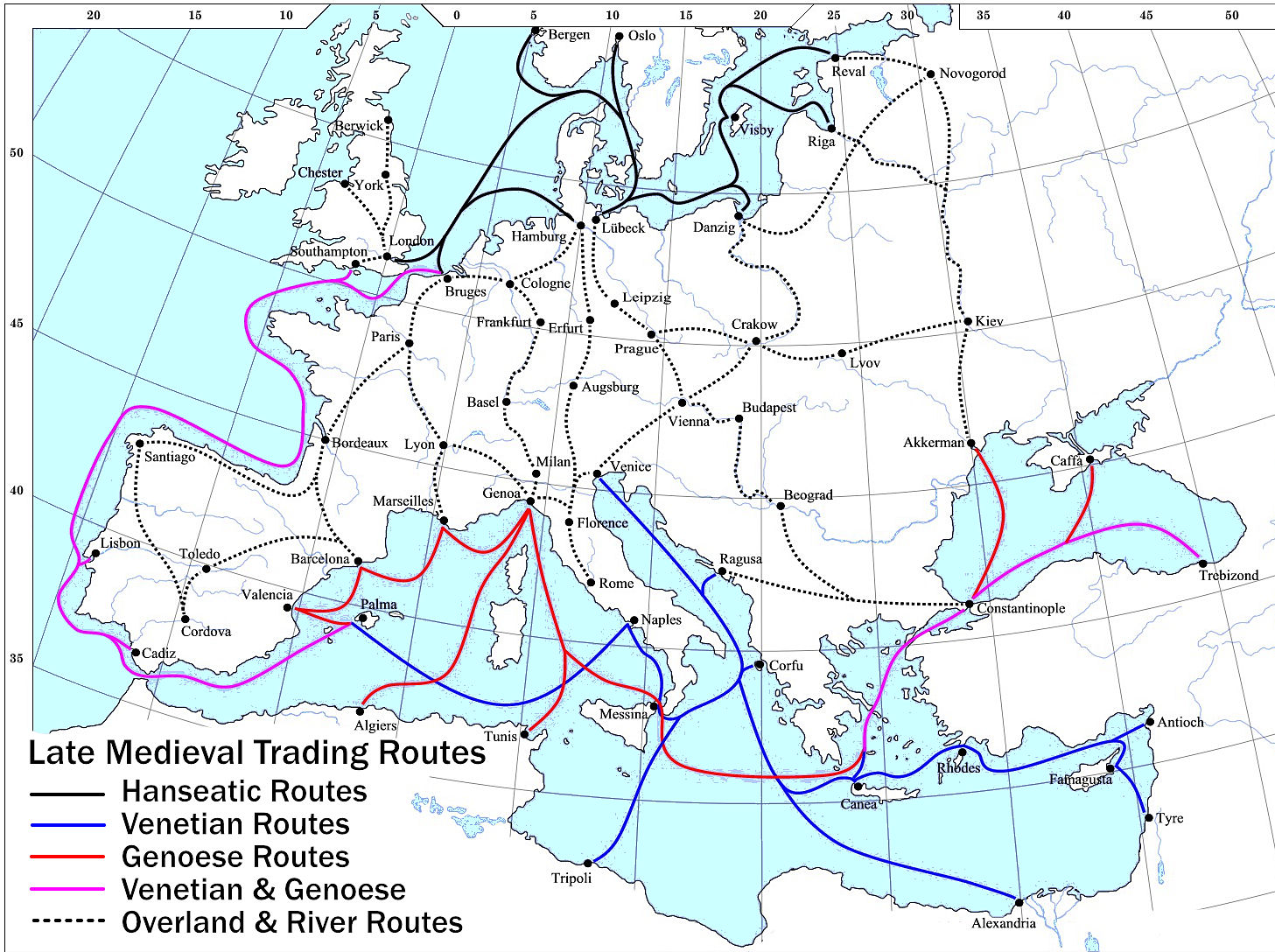
Le principali rotte commerciali via mare durante il tardo Medioevo.

L'assicurazione ha origine durante il Medioevo, quando nel XIV secolo i mercanti italiani passarono da un istituto giuridico a un altro. I primi contratti di assicurazioni noti riguardavano il commercio via mare. I piccoli commercianti mettevano a rischio la propria merce a causa dei pirati e delle confische in terra straniera. Nell'XI secolo compaiono le clausole accessorie di altri contratti, come la commenda. Gli studiosi fanno risalire l'origine dell'assicurazione nella scommessa e nell'evoluzione del prestito a cambio marittimo. I mercanti di fatto scommettevano sulla riuscita dei propri trasporti, ma alcune frodi - come navi vuote scommesse come piene, oppure l'accordo con il capitano per affondare la barca - imposero di stabilire regole comuni.
Nel XV secolo nasce la forma scritta della polizza, in cui un notaio verifica il pagamento anticipato del premio e l'annullamento di ogni contratto successivo al primo. Inizialmente gli assicuratori non differivano dagli scommettitori, in quanto non possedevano abbastanza premi da poter ripagare gli assicurati in caso di sinistro. Solo con la nascita delle compagnie di assicurazione il sistema trova un suo equilibrio economico. Una seconda teoria fa risalire le origini dell'assicurazione nel prestito a cambio marittimo. Il decretale di papa Gregorio IX del 1237 vieta il foenus nauticum, che dunque si evolve in modo articolato. Ad esempio, le parti si invertono, con il capitano della nave che paga in anticipo il mercante per le merci da riavere al ritorno. Il pagamento corrispondeva a una percentuale del valore della merce.

### Le origini e i precedenti storici

Bernardino da Siena, De contractibus et usuris, XV secolo
(Fondazione Mansutti, Milano).

Il più antico contratto di assicurazione registrato è stato stipulato a Genova ed è datato 13 Maggio 1189. È un contratto di assicurazione per un trasporto marittimo. Guglielmo Pevere promette a Bernardo di Valle, Guglielmo Sanito e ai loro compagni il trasporto sicuro di persone e beni a bordo della loro galera, veleggiante da Genova a Barcellona, a fronte del pagamento della cifra di 12.000 Lira genovese. Tale documento è, a tutt'oggi, custodito nell'Archivio di Stato di Genova. Nel 1225 a Venezia abbiamo un esempio di assicurazione marittima fino a 1.000 lire in cui un arciere di nome Pietro aveva garantito a dei mercanti veneziani la loro mercanzia. La merce fu depredata e l'arciere si vide sequestrate le balestre per risarcire il danno. Successivamente altri esempi sono: il Breve cagliaritano, statuto pisano per la città di Cagliari del 1318; le spese per il rischio nei libri di Francesco Del Bene del 1319-1320; l'Atto grossetano di quietanza, un atto notarile del 1329 per una somma assicurativa; vari contratti assicurativi dalle città di Genova (1343), Marsiglia (1333), Lucca (1334), Palermo (1350). Nello stesso periodo nasce la figura del mercante, che inizia a svolgere anche il ruolo di assicuratore, Nel 1400 le amministrazioni stabiliscono le prime norme in materia, come le Ordinanze di Barcellona (1435-1484), replicate successivamente anche a Burgos (1538), Siviglia (1556), Bilbao (1569) e Anversa (1570).
All'epoca i contratti di assicurazione erano stabiliti per polizza o con un atto notarile, talvolta anche a voce. L'oggetto, il periodo di viaggio, il mezzo di trasporto e il percorso influenzavano il calcolo del premio, mentre non aveva particolare valore l'oggetto assicurato; la galera, ad esempio, era considerato il mezzo più sicuro per via marina. I teologi cristiani inizialmente criticarono l'istituzione dell'assicurazione, che era assimilata al prestito con interessi ed all'usura, entrambe vietate dal diritto canonico medievale. Bernardino da Siena si rifaceva al diritto romano e riteneva il prestito assicurativo tollerabile, poiché aveva un'utilità pubblica. L'assicurazione dei commerci via terra era molto limitata, anche se esistente in misura minore, poiché era ritenuto più sicuro dei trasporti marini avendo delle autorità statali che ne garantivano il controllo.

## Il mercantilismo
L'assicurazione è ormai consolidata durante il periodo del mercantilismo, ossia tra il XVI e il XVIII secolo. Nello stesso momento storico nascono anche nuovi rami assicurativi, come la protezione dagli incendi e sulla vita. Alla fine del XVIII secolo nascono le prime società assicurative di tipo moderno, che potevano stipulare molti contratti e garantire l'equilibrio tra l'assunzione del rischio e il risarcimento del danno. Nello stesso periodo diventano comuni anche le associazioni mutualistiche. L'attività assicurativa inizia ad essere regolamentata dalle autorità, che ne apprezzano il sostegno al commercio e allo sviluppo economico. Ne sono un primo esempio le Ordinanze fiorentine del 1523, che tentavano per la prima volta di standardizzare le polizze. La scoperta delle Americhe sposta il potere europeo verso i paesi affacciati sull'oceano Atlantico: Spagna, Francia e Inghilterra. Tra le norme più influenti dell'epoca si ricordano le ordinanze di Filippo II per la Spagna (1556) e Anversa (1563).
Il sensale, noto anche come "mezzano di sicurtà", antenato del broker, aveva il compito di mettere in contatto i due contraenti, preparare la polizza e registrare gli estremi del contratto assicurativo. Nel 1681 il sovrano francese proclama l'Ordonnance de la marine di Jean-Baptiste Colbert, un provvedimento ispirato al codice marsigliese Guidon de la mer della seconda metà del XVI secolo. È considerata la fonte primaria del codice commerciale di Napoleone. Intanto anche in Gran Bretagna nasce una camera di assicurazioni, istituita nel 1575 presso il Royal Exchange. Esistevano assicurazioni sia pubbliche sia private, ma sono le prime erano conosciute e consultabili presso i registri dei sensali. Nonostante lo spostamento dei commerci verso Occidente, Venezia conserva in questo periodo una tecnica finanziaria e mercantile apprezzata dai contemporanei, dove si creavano associazioni temporanee di assicuratori per investire in progetti particolarmente rischiosi ma promettenti.

### L'assicurazione incendio

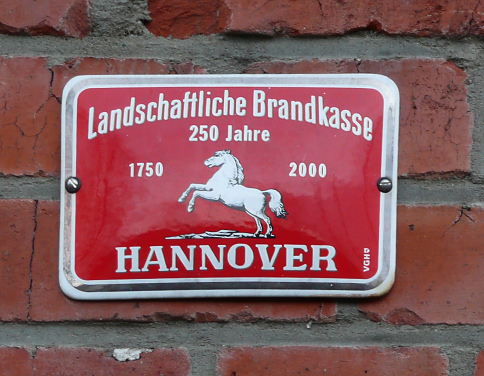
Una targa incendio su un edificio di Hannover, in Germania.

Gli incendi sono stati per lungo un timore per la sicurezza dell'uomo. Le abitazioni in legno delle città le rendevano facili prede del fuoco, in particolare nelle zone ventose e nelle città ad alta densità. Nel XV secolo nascono nei paesi dell'Europa centro-settentrionale le prime società dedicate alla protezione dall'incendio, che risarcivano i proprietari in caso di danno. Le società erano pubbliche e spesso obbligavano i residenti all'iscrizione. Erano molto diffuse negli Stati tedeschi, al punto da determinare un'imposta per gli incendi, nota come Brandsteuer, il cui premio era definito dal valore dell'abitazione. Tra le prime vi era la Feuer-Cassa di Amburgo, istituita nel 1676. Esistevano anche società private, soprattutto in Gran Bretagna, dove si utilizzavano le licenze di questua: le autorità reali autorizzavano la raccolta di apposite offerte nelle chiese per ripagare i danni da incendio. Però il sistema non garantiva equità e offriva poche tutele dalle frodi.
Nel 1705 le lettere vengono regolamentate da una legge, che restano legali fino al 1828. L'assicurazione incendio era più complicata di quella marittima perché richiedeva un contratto di lunga durata ma con un premio contenuto. Queste caratteristiche contribuirono alla stabilizzazione di apposite compagnie dedicate ai servizi assicurativi. L'incendio di Londra del 1666 offre l'occasione per creare la prima società dedicata all'assicurazione contro gli incendi, fondata da Nicholas Barbon nel 1680 come Fire Office e nota anche come Phoenix dal logo dell'impresa; la compagnia, però, era l'unica a offrire premi fissi e si rivelò finanziariamente meno solida della altre società sorte negli anni successivi. Nel corso del XVIII secolo nacquero compagnie simili anche nel resto del continente, in Francia, Germania e Svizzera in particolare.

### Le tontine

Francesco Rocco, Responsorum legalium, 1655
(Fondazione Mansutti, Milano).

Le moderne assicurazioni sulla vita richiedono di conoscere il tasso di mortalità e un numero sufficiente di assicurati per garantire il pagamento dell'indennizzo. Le tavole di mortalità servono a calcolare con relativa precisione le probabilità di morte, sopravvivenza e speranza di vita di una popolazione, su cui basare le attività assicurative sul calcolo delle probabilità. Le prime tavole scientifiche si devono a Edmond Halley alla fine del XVIII secolo. Le precedenti assicurazioni sulla vita erano in realtà scommesse sul rischio di decesso, che spesso infatti interessavano anche personalità estranee come principi e cardinali. Nel XVIII secolo il giurista Francesco Rocco rese ammissibile l'assicurazione sulla vita di un terzo a condizione che ci fosse un interesse diretto sulla sopravvivenza dell'assicurato, ad esempio nel caso di un creditore e il suo debitore. In Francia questo tipo di assicurazione era vietata dall'Ordonnance de la marine del 1861. In Italia nel XV e XVI secolo era diffusa l'assicurazione dotale, una somma che i familiari versavano in un monte di pietà alla nascita di una bambina per riscuotere un premio raggiunta la maggiore età. In questo periodo, intorno al 1630, il banchiere Lorenzo Tonti inventa la cosiddetta tontina, dal nome del suo ideatore: il sistema abbinava i prestiti pubblici alle rendite vitalizie, così da consentire allo Stato di ottenere facilmente liquidità finanziaria in cambio di rendite personali. L'esperimento si tenta in Danimarca e in Francia, ma falliscono entrambi.
Il sistema delle tontine prevedeva che la rendita aumentasse con il passare del tempo, grazie al decesso di una parte sempre più consistente dei sottoscrittori. Ad esempio, nel sistema francese ogni sottoscrittore versava 300 lire e veniva suddiviso in dieci classi di età, in base alle quali si divideva una rendita di 102.500 lire per ogni classe. Poiché alcune classi di età potevano essere poco convenienti, Tonti garantiva in ogni caso il 5% dell'investimento. Secondo l'analisi di Adam Smith, le tontine ebbero successo per l'ottimismo umano per la sopravvivenza. Tuttavia l'onere diventa insostenibile per lo Stato, poiché non riesce a garantire le rendite vitalizie sul lungo periodo. Nonostante i fallimenti del passato, Luigi XIV nel 1689 riprende il sistema delle tontine, che rimase in funzione fino a metà del XVIII secolo. Altri esperimenti simili avvengono in Inghilterra nel 1692, in Brandeburgo nel 1698 e in Piemonte nel 1706. La speculazione più celebre fu il cosiddetto scandalo ginevrino: nel 1794 a Ginevra si scoprì che degli orfani venivano allevati con il solo obiettivo di riscuotere la rendita della tontina. Le tontine vengono proibite definitivamente dai francesi nel 1763, trasformate in vitalizi ordinari.

### L'assicurazione vita e le tavole di mortalità
Prima delle tavole di mortalità, le compagnie assicurative si basavano solo su calcoli empirici. Nel 1705 nascono due aziende in Gran Bretagna che applicano il metodo scientifico al calcolo di assicurazione sulla vita: una che riuniva i tipografi dell'Università di Oxford, la seconda fondata dal librario londinese John Hartley. Nel secolo successivo gli assicuratori tradizionali estesero le proprie attività al ramo vita. La nascita della statistica aveva contribuito allo sviluppo del settore, utile a calcolare il valore di vendita delle rendite vitalizie. Il primo a svolgere i calcoli per determinare l'approssimazione della vita umana fu Johan de Witt nel 1671, che lavorò come Gran Pensionario per il re d'Olanda per sostenere le spese belliche contro la Francia. Nel 1693 alla Royal Society Edmund Halley fu il primo a rendere pubbliche le proprie tavole di mortalità, basate sui dati del lustro 1687-1691 della cittadina di Breslavia, in Polonia, ritenuta più attendibile delle grandi città britanniche.
In Inghilterra Le società di capitali con personalità giuridica erano autorizzate dal sovrano con un charter of incorporation, che ne autorizzava le attività: la compagnia di mercanti più celebre fu la Compagnia inglese delle Indie orientali, che fu la prima a raccogliere fondi non per una singola spedizione commerciale ma per finanziare un intero periodo di attività, fino alla modifica dello statuto nel 1657 per formalizzare questo modo di fare impresa, ossia diventando la prima società per azioni. Anche le compagnie di assicurazioni marittime si evolvettero e nel 1720 la Royal Exchange Assurance e la London Assurance Corporation ottengono la privativa sull'assicurazione marittima grazie al Bubble Act. Ciò consentì la diffusione di assicuratori individuali, protetti dalla concorrenza ma a cui era impossibile associarsi in una compagnia.

### I Lloyd's

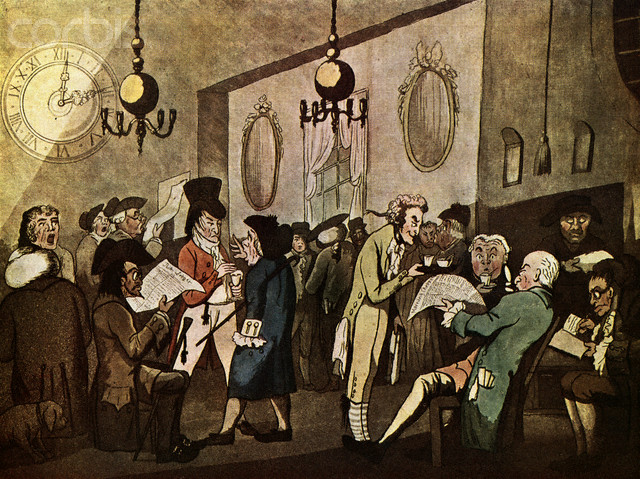
Rappresentazione di William Holland della Coffee House di Edward Lloyd a Londra nel 1789.

I Lloyd's nascono nel 1688, quando nell'omonimo caffè di Tower Street a Londra si riuniscono commercianti e affaristi per organizzare contratti e scambi di merci. Il caffè di Edward Lloyd si sposta nel 1691 in Lombard Street, dove decide di stampare dal 1696 a giorni alterni un giornale sulle notizie economiche per i propri clienti. Dopo alterne vicende, dal 1734 iniziarono le stampe il giornale finanziario e marittimo Lloyd's List, tuttora pubblicato. Un'iniziativa simile fu il Lloyd's Register of Shipping, che riportava e classificava le navi in base alla propria affidabilità. Nel 1769 diversi clienti decisero di spostarsi in un luogo più consono al lavoro, chiamandolo New Lloyd's Coffee House, finché nel 1771 decine di clienti si associarono per costituire un'omonima associazione, rivista nel 1811. Solamente nel 1871 la Camera dei Lords approvò il Lloyd's Act con cui riconosceva questi professionisti, dando una base legale all'associazione. I Lloyd's ampliarono costantemente i propri rami di azione (furto, tempeste, terremoti), fino al settore automobilistico nel 1904. Una nuova legge del 1911 permise di assicurare qualsiasi rischio su qualunque oggetto. L'associazione subì pesanti perdite tra la fine degli anni '80 e l'inizio degli anni '90, dovendo riformare il proprio sistema organizzativo, ad esempio includendo dal 1994 non solo i singoli broker (i cosiddetti Names) ma anche le società.